# Orophea malayana
Orophea malayana är en kirimojaväxtart som beskrevs av Keßler. Orophea malayana ingår i släktet Orophea och familjen kirimojaväxter. Inga underarter finns listade i Catalogue of Life.